# アジメール・シン・チョプラ
アジメール・シン・チョプラ（Ajmer Singh Chopra 、1953年12月12日 - )は、インドのハリヤーナー州カルナール県出身のバスケットボール選手。
1980年のモスクワオリンピックにインド代表として出場し、チームは12チーム中最下位に終わったものの、チョプラは得点ランキングトップ10に名を連ねる奮闘を見せた。
1982年、その功績をよりインドの優秀なスポーツ選手に贈られるアルジュナ賞を受賞している。